# 다말스벤스칸
다말스벤스칸(스웨덴어: Damallsvenskan→여자 알스벤스칸)은 스웨덴의 가장 높은 여자 축구 리그다. 1988년에 설립되었으며, 12개 팀이 참가한다. 스웨덴 축구 협회(SvFF)가 주관하며, 하위 리그로는 엘리테탄(Elitettan)이 있다.

## 진행 방식
다말스벤스칸은 홈 앤 어웨이 방식의 리그전으로 진행되며 한 팀당 22경기를 치른다. 다말스벤스칸에서 가장 낮은 성적을 기록한 2개 팀은 엘리테탄으로 강등되고, 엘리테탄에서 가장 높은 성적을 기록한 2개 팀은 다말스벤스칸으로 승격된다. 다말스벤스칸에서 가장 높은 성적을 기록한 2개 팀은 UEFA 여자 챔피언스리그 본선에 직행한다.

## 2019 시즌 참가 팀
- 유르고르덴 IF (Djurgårdens IF) - 스톡홀름
- 에스킬스투나 유나이티드 DFF (Eskilstuna United DFF) - 에스킬스투나
- FC 로셍오르드 (FC Rosengård) - 말뫼
- IF 림함 붕케플로 (IF Limhamn Bunkeflo) - 말뫼
- 코파르베리/예테보리 FC (Kopparbergs/Göteborg FC) - 예테보리
- KIF 외레브로 DFF (KIF Örebro DFF) - 외레브로
- 크리스티안스타드 DFF (Kristianstads DFF) - 크리스티안스타드
- 쿵스바카 DFF (Kungsbacka DFF) - 쿵스바카
- 린셰핑 FC (Linköpings FC) - 린셰핑
- 피테오 IF (Piteå IF) - 피테오
- 빗셰 GIK (Vittsjö GIK) - 빗셰
- 벡셰 DFF (Växjö DFF) - 벡셰

## 과거 참가팀
- 함마브뤼 IF (Hammarby IF) - 스톡홀름
- IFK 칼마르 (IFK Kalmar) - 칼마르
- 우메오 IK (Umeå IK) - 우메오

## 같이 보기
- 알스벤스칸
- 엘리테탄